# Distretto di Bokomu
Il distretto di Bokomu è un distretto della Liberia facente parte della contea di Gbarpolu.